# Desio
Desio é uma comuna italiana da região da Lombardia, província de Monza e Brianza, com cerca de 34.844 habitantes. Estende-se por uma área de 14 km², tendo uma densidade populacional de 2489 hab/km².
É a terra natal do Papa Pio XI, que pontificou de 1922 a 1939.

## Demografia
| Variação demográfica do município entre 1861 e 2011                               |
|                                                                                   |
| Fonte: Istituto Nazionale di Statistica (ISTAT) - Elaboração gráfica da Wikipedia |